# Liste des députés de la Ire législature du Second Empire

Cette liste recense les personnes qui ont assuré un mandat de député au cours de la Ire législature du Second Empire.
- Haut – A
- B
- C
- D
- E
- F
- G
- H
- I
- J
- K
- L
- M
- N
- O
- P
- Q
- R
- S
- T
- U
- V
- W
- X
- Y
- Z

## J
- Élie Janvier de La Motte
- François Marie Jollivet de Castellot
- Marc-Antoine-César Yon de Jonage
- Léon Jacques de Jouvenel
- Achille Michel Louis Jubinal

## K
- Hervé Jean Florian de Kergorlay
- Aimé Philippe Auguste Le Coat de Kervéguen
- Maximilien Jules Marcus Koenigswarter

## Q
- Henri, Mathieu Quesné

## R
- Amant, Ambroise, Christophe de Rambourgt
- Jean-Baptiste Randoing
- Louis, Félix, Dieudonné de Ravinel
- Xavier, Louis Réguis
- Gustave, Charles, Prosper Reille
- Antoine, Hesso de Reinach
- Bernard Benoît Remacle
- Fortuné, Jean, Pierre, Libre Renouard
- Alfred Renouard de Bussière
- Édouard Jacques Reveil
- Jules, François, Edme Riché-Tirman

## V
- Félix, Jean-Baptiste, Fidèle Varin d'Ainvelle
- Charles, Louis Vast-Vimeux
- Abel, Félix Vautier
- Eugène, Charles de Cadier de Veauce
- César, Auguste, Joseph Joannis de Verclos
- Charles, Léon de Verdelhan des Molles
- Théodore, Michel Vernier
- Louis-Désiré Véron
- Louis René Viard
- Nicolas, Alfred, Marie Vincent de Lormet
- Adolphe, Joseph, François, Jacques Devoize dit de Voize

## W
- Aimable Joseph Désiré Wattebled
- Alexis Charles de Wendel